# M&M
M&Mは、日本のイラストレーター、アダルトゲームの原画家。ミッキー（塗り担当）とマッキー（原画担当）の二人組。共に大阪府出身。株式会社アルカディアワークス所属。

## 略歴
- 以前は、E.T（プログラム担当）とODE（シナリオ担当）を合わせた4人でサークル「M&M」として同人活動もしていた。
- choco chipと共にアトリエかぐやの2大看板原画家として知られており、2001年から2011年までTEAM HEARTBEAT作品の原画を担当していたが、2011年に同社の企画担当にあった桐生タツヒコが独立してアルカディアワークスで新ブランド「アストロノーツ」を立ち上げると、同社へ移籍した。

## 作品

### イラスト
- メンズヤング（双葉社） 表紙 2004年10月号～2006年2月号

### 原画

#### アトリエかぐや製作のアダルトゲーム
- 最終痴漢電車
  - 最終痴漢電車 DVD EDITION
- 女教師
  - 女教師 DVD EDITION
- 人形の館 〜淫夢に抱かれたメイドたち〜
- 人妻コスプレ喫茶
- 最終痴漢電車2
- 瀬里奈
- マジカルウィッチアカデミー ～ボクと先生のマジカルレッスン～
- 牝奴隷 〜犯された放課後〜
- 人妻コスプレ喫茶2
- ダンジョンクルセイダーズ ～TALES OF DEMON EATER～
- 虜ノ姫 〜淫魔の調律〜
- 夏神
- ダンジョンクルセイダーズ2 〜永劫の楽土〜
- マジカルウィッチコンチェルト
- 霧谷伯爵家の六姉妹
- 最終痴漢電車3
- 禁断の病棟 〜特殊精神科医 遊佐惣介の診察記録〜

#### アストロノーツ・シリウス製作のアダルトゲーム
- DEMONION 魔王の地下要塞
- 聖エステラ学院の七人の魔女
- DEMONION II 魔王と三人の女王
- VERETHRAGNA -征戦のデュエリスト-
- ダンジョン オブ レガリアス 背徳の都イシュガリア
- 百奇繚乱の館
- 百奇繚乱の館×河原崎家の一族
- ギルドマスター
- カオスドミナス
- 絶対女帝都市 ～叛逆の男・カムイ～
- 極限痴漢特異点[1]
- 極限痴漢特異点2 痴漢の証明[2]
- 魔王城Re:ビルド!
- 深淵のラビリントス
- 極限痴漢特異点3 千年の劣情